# Bernot
Bernot é uma comuna francesa na região administrativa de Altos da França, no departamento de Aisne. Estende-se por uma área de 16,56 km². Em 2010 a comuna tinha 461 habitantes (densidade: 27,8 hab./km²).